# Alicia costae
Alicia costae är en havsanemonart som först beskrevs av Panceri 1868.  Alicia costae ingår i släktet Alicia och familjen Aliciidae. Inga underarter finns listade i Catalogue of Life.